# 清暑軒
22°26′38.97″N 114°00′26.54″E / 22.4441583°N 114.0073722°E

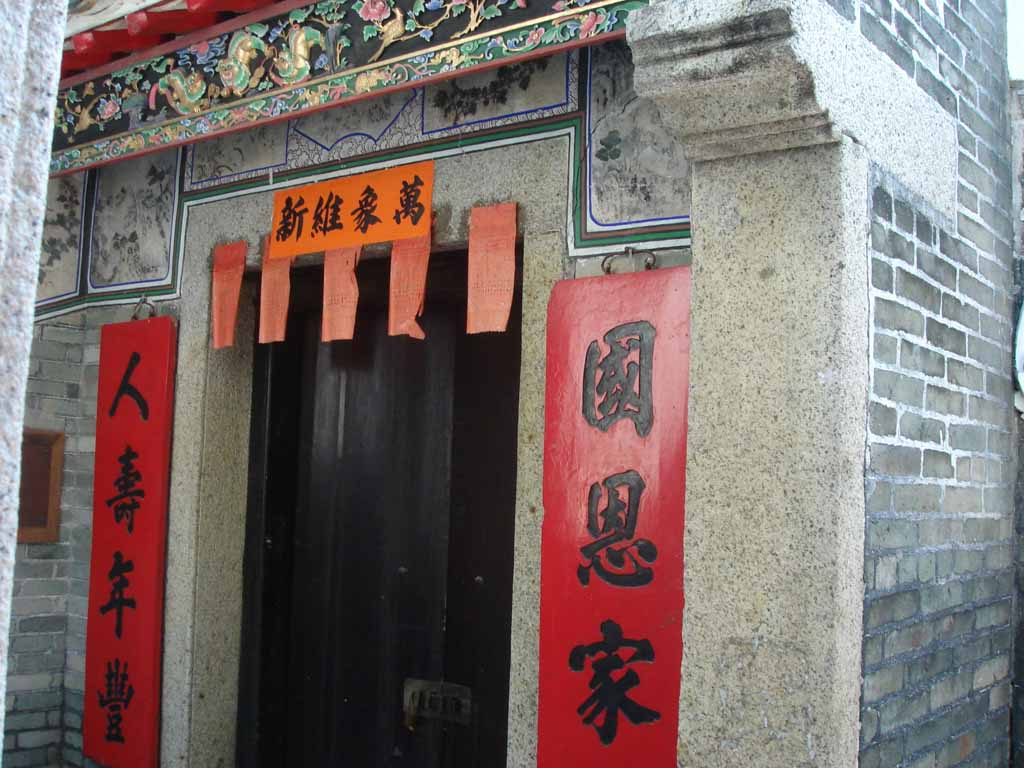
清暑軒

清暑軒坐落於香港元朗屏山，與覲廷書室相鄰，是屏山文物徑的古蹟之一。清暑軒由鄧氏第22代族人鄧香泉興建，於1874年落成，為當時的訪賓客及鴻儒的下榻居所。不少名人曾到訪清暑軒，包括港督金文泰、富商何東、鄧志昂等。
清暑軒原指樓房底層的一間小廂房，原建築物其實並無真正的名字。
清暑軒樓高兩層，呈曲尺形，在第二層有通道通往毗鄰的覲廷書室。清暑軒作為旅館，裝飾及排場相當華麗，木刻、壁畫、灰塑、漏窗及斗拱等裝飾顯示出傳統鄧族地方豪門的氣派。清暑軒雖是獨立建築，但有通道在第二層與覲廷書室相連。由於工程複雜，當時鄧族專程從廣州及佛山聘請建築師傅完成工程。
清暑軒最近一次的修繕工程於1993年底完成。清暑軒是私人的物業，不作開放。
覲廷書室於1870年落成後不久，清暑軒亦告完成。清暑軒毗鄰覲廷書室，作為到訪賓客及鴻儒的下榻居所。 
清暑軒樓高兩層，呈曲尺形，雖是獨立建築，但第二層設有通道與覲廷書室相連。清暑軒原指底層一間廂房，建築物本無名字。 
建築物由於用作客房，故裝飾華麗，其木刻、壁畫、灰塑、植物、漏窗、斗栱等裝飾充分顯示出本地仕紳華宅的氣派。 
清暑軒修繕工程於1993年底完工，費用由香港賽馬會贊助。
清暑軒漏窗的對聯乃「紅日當窗花絢錦，和風繞檻桂生香」。

## 相片

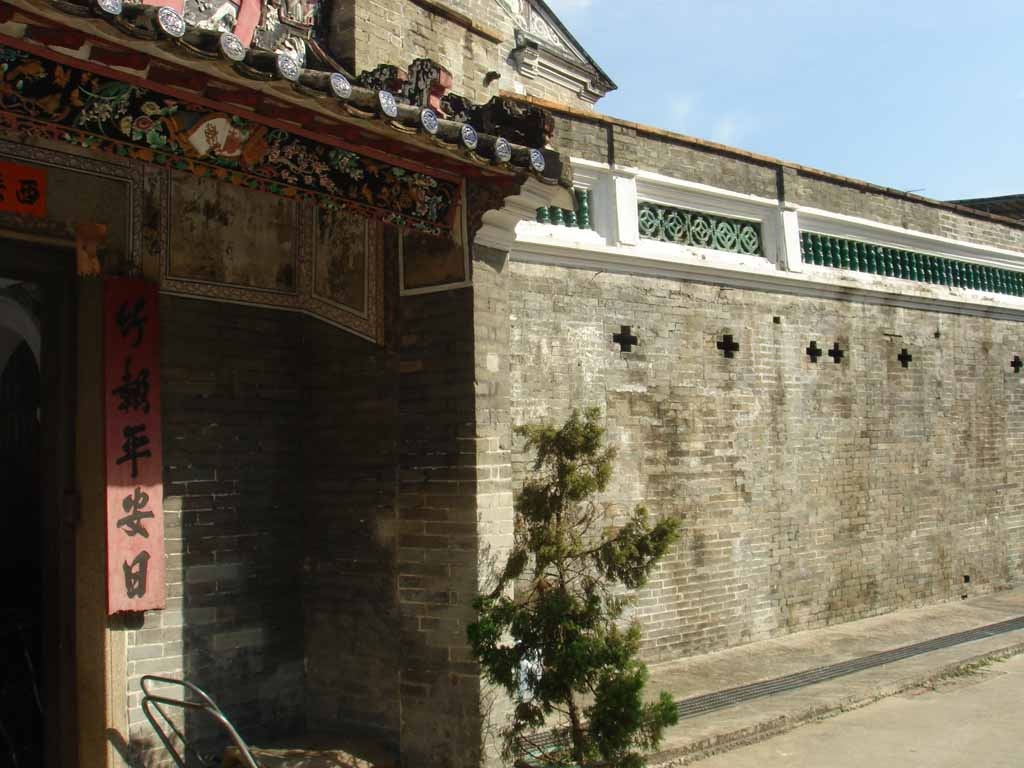
清暑軒所在的樓房
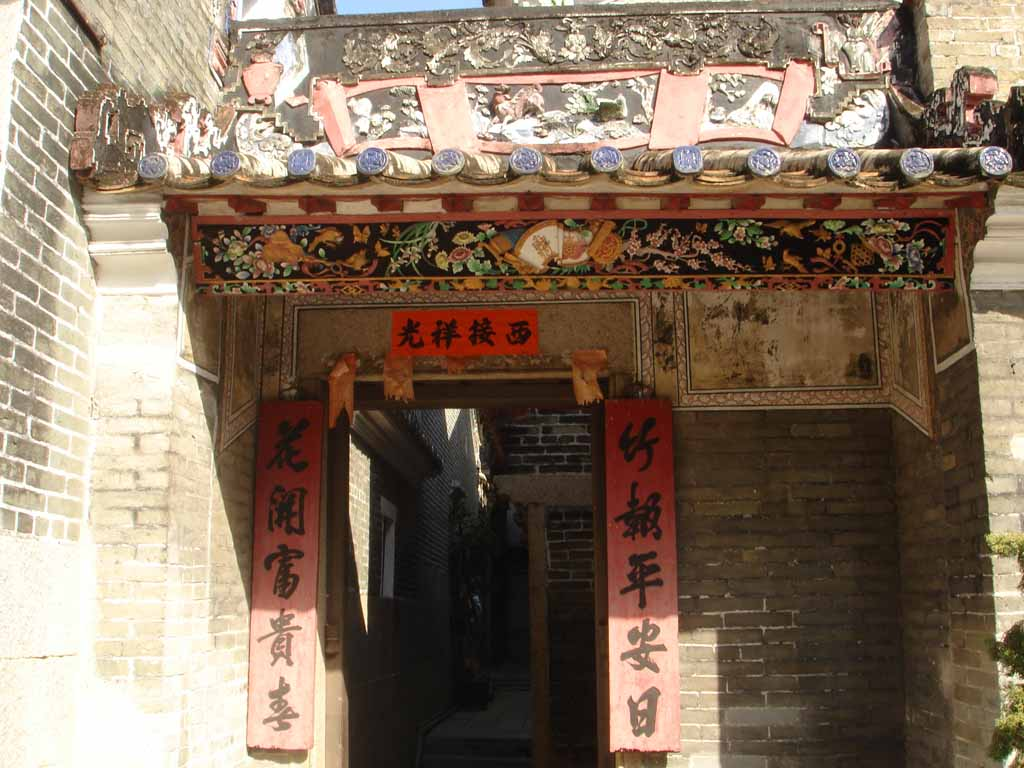
樓房的正門
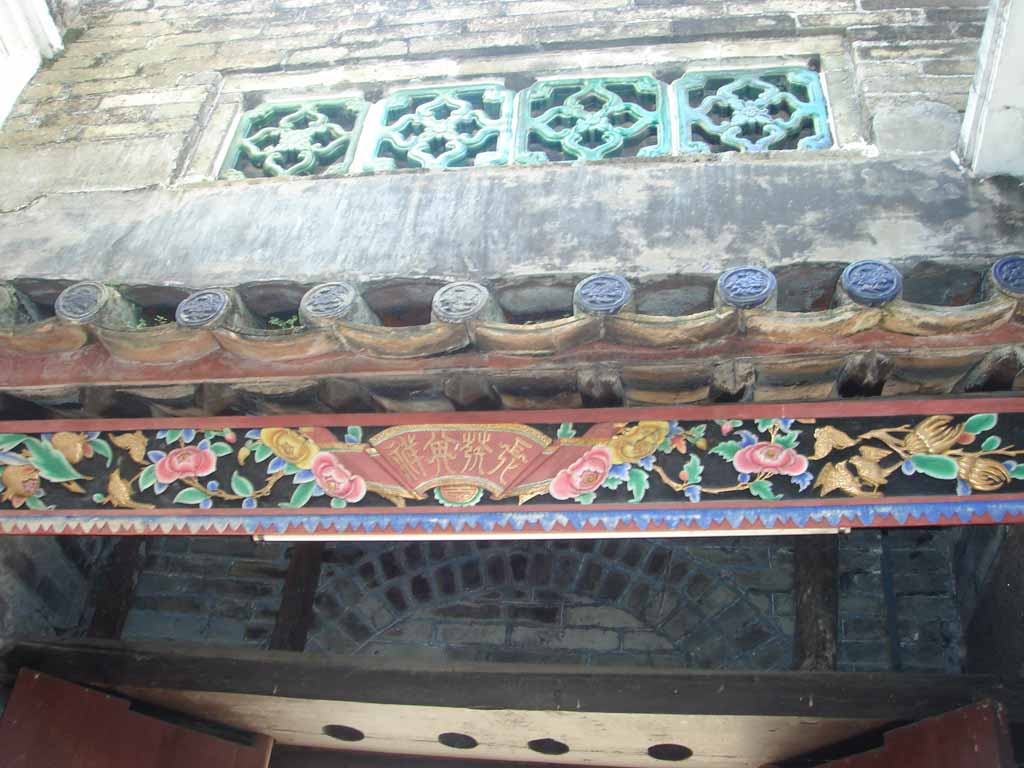
樓房門簷
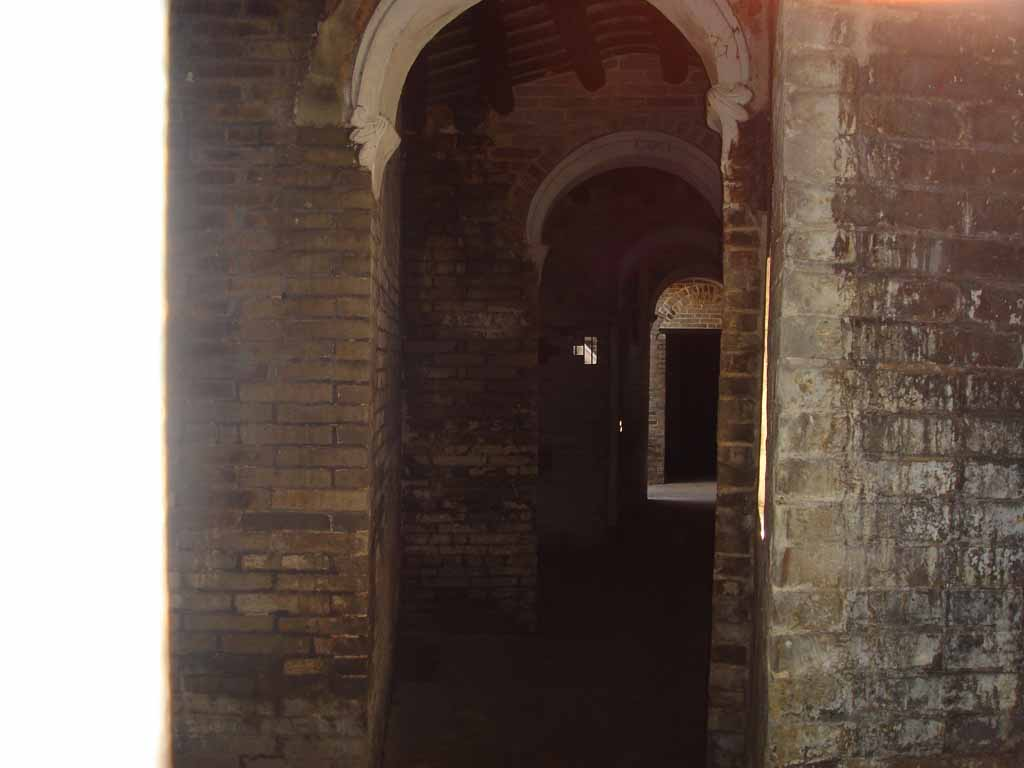
樓房內的走廊
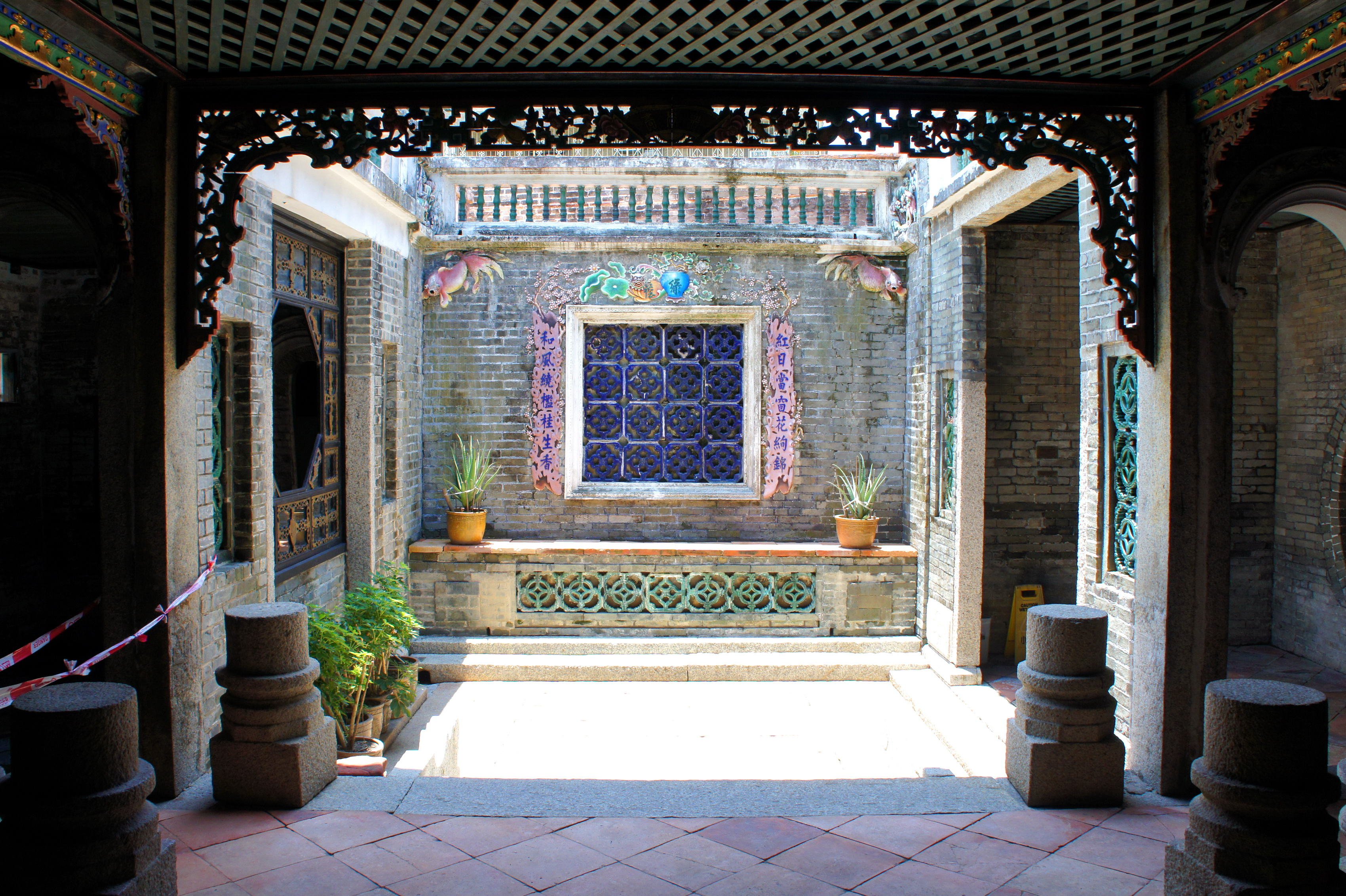
清暑軒的天井牆上以湛藍色陶瓷圖案為中心，配上兩旁一副對聯及牆角上的一對金魚。
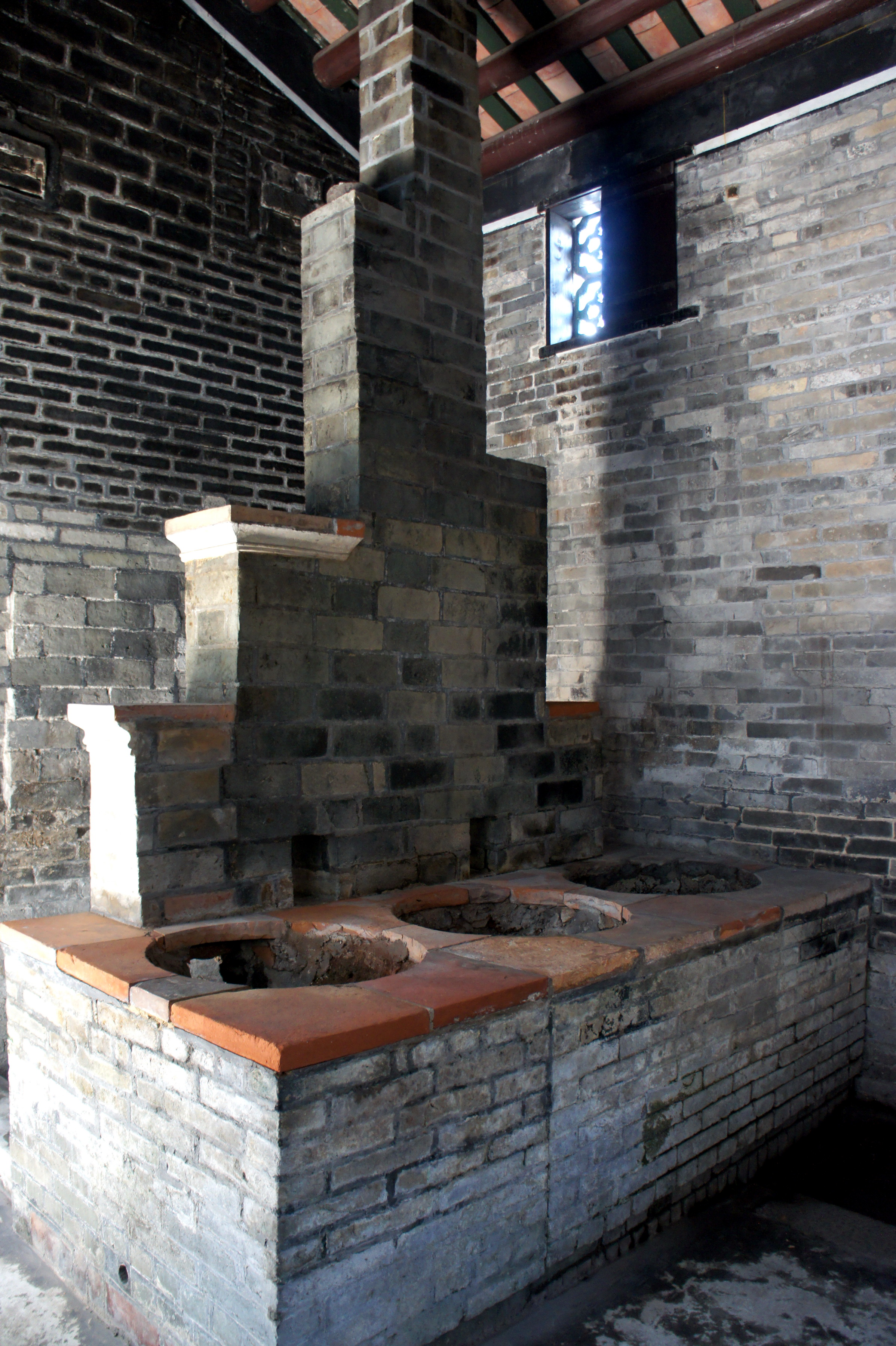
清暑軒內廚房的灶頭
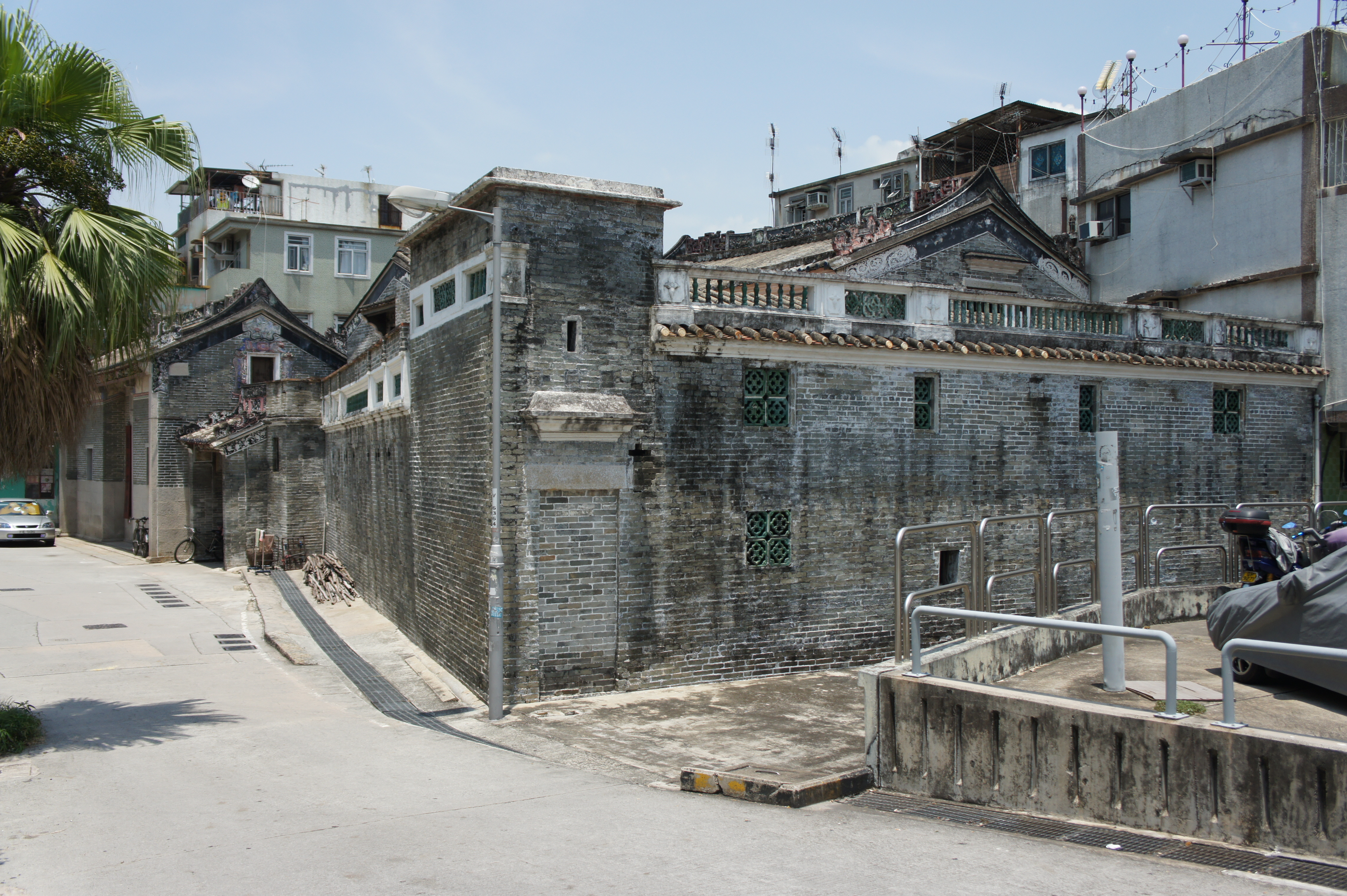
清暑軒的西南面外貌

## 傳聞
- 傳聞於1898至1899年間，香港總督卜力和布政司駱克曾經分別下榻清暑軒。

- 傳聞於日佔時期，屏山鄧氏將清暑軒變成臨時收容所，為難民提供食物和短暫住宿。

## 外部連結
- 古蹟古物辦事處 — 清暑軒